# Sien Wynants
Sien Wynants (Leuven, 17 april 1990) is een Vlaamse radio- en televisiepresentatrice. Ze was van 2012 tot 2022 wrapster bij jongerenzender Ketnet.

## Opleiding
Wynants studeerde in 2012 af als journaliste aan de Erasmushogeschool te Brussel. Daarvoor, in 2009, studeerde ze een jaar muziek in Tartu.

## Televisie
In 2012 won Wynants Wie Wordt Wrapper 2012, een zoektocht naar een nieuwe wrapper op Ketnet. Ze won in de finale van Sander Gillis. Vanaf 2013 presenteerde ze de Ketnet Cup. Ook is ze presentatrice van oa. Kingsize Live, Schijtluizen en Het Gala van de Gouden K's.
In 2016 was Sien Wynants samen met comedian William Boeva het gezicht van de 'De move tegen pesten'.
Op 3 april 2022 verliet ze Ketnet.
In 2022 was ze te zien in Waarheid, durven of doen op VTM.

## Radio
Vanaf september 2014 was Sien Wynants te horen in Nightcall, een nachtelijk verzoekprogramma op Studio Brussel tussen 0 en 2 uur. Ze presenteerde het programma afwisselend met Sofie Engelen.
In september 2015 werd Wynants de stem van De Hotlist, waarin elke zondagvoormiddag de 30 meest gedraaide platen op Studio Brussel voorbijkomen.
Vanaf september 2019 presenteerde ze op Radio 1 het zaterdagochtendprogramma Vox.
In de zomer van 2022 presenteerde Wynants samen met Korneel De Clerq het zomerprogramma Expo 22 op Radio 1, waarin ze op zoek ging naar 100 iconische Belgische objecten. Deze objecten werden ook tentoongesteld in het Mas.
In het najaar van 2022 maakte ze de overstap naar radiozender Willy. Sinds 2024 presenteert ze daar, samen met Tomas De Soete, het ochtendblok.

## Diverse
In 2013 bracht Wynants samen met Peter Spaepen het luisterboek Sien bijt in de dag uit. Later werd dit ook een succesvolle theatertour.
Vanaf datzelfde jaar werd ze lid van De KetnetBand. Na Ketnet maakte ze de overstap naar Radio Willy, waar ze aan de zijde van oa. Stijn Meuris, Marcel Vanthilt en Iwein Segers deel uitmaakt van Willy on Tour!
In 2014 werd Sien, na een tv-strijd met haar collega-wrappers in het programma Pingwin, de meter van de pinguïns in dierenpark Planckendael.
In 2017 was zij te zien in Ketnet Musical - Unidamu. Daar speelde ze, samen met Herman Verbruggen, een van de hoofdrollen. 
Wynants was actief in het jeugdwerk enerzijds als instructeur bij de jeugdwerkorganisatie Jonge Helden, anderzijds als actief lid van Chirojeugd Vlaanderen.
In 2018 kreeg ze een dochter samen met acteur Pieter-Jan De Wyngaert.
Na haar vertrek bij de VRT werd ze in het najaar van 2022, voor korte tijd, lerares.
Huidig (anno 2025):
Lee Arrendell · Thomas De Smet · Nona 't Jolle · Nidal van Rijn · Emma Vanthielen
Voormalig (1997–2024):
Jelle Cleymans (2002–2007) · Staf Coppens (1999–2004) · Karolien Debecker (2006–2009) · Veerle Deblauwe (2003–2006) · Sam De Bruyn (2009) · Niels Destadsbader (2009–2014) · Ianka Fleerackers (1998–2001) · Tom Gernaey (2006) · Sander Gillis (2012–2023) · An Jordens (1998–2005) · Melvin Klooster (2006–2012) · Heidi Lenaerts (2006–2007) · Friedl' Lesage (1997–1998) · Charlotte Leysen (2011–2019) · Véronique Leysen (2009–2013) · Kristien Maes (2007–2012) · Gloria Monserez (2020-2024) · Sarah Mouhamou (2014-2025) · Leonard Muylle (2012–2018) · Sven Ornelis (1997–1999) · Peter Pype (2004–2012) · Ben Roelants (2009) · Mark Tijsmans (1997–2002) · Héritier Tipo (2022–2024) · Thomas Van Achteren (2015–2022) · Katrien Van Deuren (1998–1999) · Peter Van de Veire (1997–2002) · Steven Van Herreweghe (1997–2002) · Kobe Van Herwegen (2006–2011) · Ilse Van Hoecke (1998–2004) · Gitte Van Hoyweghen (1997–2001) · Britt Van Marsenille (2004–2008) · Sofie Van Moll (2001–2007) · Erika Van Tielen (2003–2006) · Henk Vermeulen (1998–2004) · Aron Wade (1998–2003) · Sien Wynants (2012–2022)